# Puccinia acroptili
Puccinia acroptili ist eine Ständerpilzart aus der Ordnung der Rostpilze (Pucciniales). Der Pilz ist ein Endoparasit der Federblume (Rhaponticum repens, Syn. Centaurea repens) aus der Familie der Korbblütler. Symptome des Befalls durch die Art sind Rostflecken und Pusteln auf den Blattoberflächen der Wirtspflanzen. Sie ist im Westen Nordamerikas verbreitet.

## Merkmale

### Makroskopische Merkmale
Puccinia acroptili ist mit bloßem Auge nur anhand der auf der Oberfläche des Wirtes hervortretenden Sporenlager zu erkennen. Sie wachsen in Nestern, die als gelbliche bis braune Flecken und Pusteln auf den Blattoberflächen erscheinen.

### Mikroskopische Merkmale
Das Myzel von Puccinia acroptili wächst wie bei allen Puccinia-Arten interzellulär und bildet Saugfäden, die in das Speichergewebe des Wirtes wachsen. Ihre Spermogonien und Aecien sind bislang unbekannt. Die zimtbraunen Uredien des Pilzes wachsen beidseitig auf der Oberfläche der Wirtsblätter. Ihre zimtbraunen Uredosporen sind 23–26 × 19–23 µm groß, breit eiförmig bis kugelig und stachelwarzig. Die beidseitig wachsenden Telien der Art sind schwarzbraun, pulverig und unbedeckt. Die kastanienbraunen Teliosporen sind zweizellig, in der Regel ellipsoid und meist 25–30 × 22–27 µm groß. Ihre Stiele sind farblos und über 100 µm lang.

## Verbreitung
Das bekannte Verbreitungsgebiet von Puccinia acroptili war zunächst Zentralasien, das ursprüngliche Verbreitungsgebiet der Federblume. Durch die invasive Verbreitung ist sie nun auch in Europa und USA verbreitet. Obwohl es bereits Unterschiede in den Teliosporen zwischen den Eurasischen und amerikanischen Funden gibt, wird sie noch als eine einzige Art betrachtet.

## Ökologie
Die Wirtspflanze von Puccinia acroptili ist Rhaponticum repens. Der Pilz ernährt sich von den im Speichergewebe der Pflanzen vorhandenen Nährstoffen, seine Sporenlager brechen später durch die Blattoberfläche und setzen Sporen frei. Die Art durchläuft einen makrozyklischen Entwicklungszyklus mit Spermogonien, Aecien, Telien und Uredien. Als autoöker Parasit macht sie keinen Wirtswechsel durch.

## Bedeutung
Puccinia acroptili wird zur biologischen Schädlingsbekämpfung der Federblume in Betracht gezogen.